# 우와단촌
우와단촌(上段村)은 도야마현 나카니카와군에 있던 촌이다.
촌의 넓이는 남북 9㎞, 동서 1.5㎞로 길쭉한 것이 특징이었다. 쌀과 보리 농사 외에 누에고치 및 약품 제조가 이루어졌다.

## 역사
- 1889년 4월 1일 - 정촌제 시행에 의해 가미니카와군 우와단촌이 성립하였다. 당시 세대수 511세대, 인구 2,664명이다.
- 1896년 4월 1일 - 군 개편에 의해 가미니카와군에서 분립해 나카니카와군이 성립하여 나카니카와군에 소속되었다.
- 1935년(쇼와10년) - 당시 인구는 2,383명이었다
- 1954년 10월 1일 - 오야마정, 리타촌, 가미가후치촌, 히가시다니촌, 다테야마촌과 합병해, 다테야마정이 성립하였다.

## 참고문헌
- 『市町村名変遷辞典』東京堂出版、1990年。
- 『統計たてやま 2013』立山町 2013年9月。
- 『立山町史 下巻』立山町 1984年2月15日。